# Центр искусств дом Горман
Центр искусств дом Горман (англ. Gorman House Arts Centre) — крупный культурный комплекс в районе Брэддон округа Северная Канберра города Канберра, столицы Австралии. Основан в 1981 году. Здание центра было построено в 1924 году и относится к объектам исторического наследия.
Основной задачей дома Горман является поддержка деятелей культуры и искусства Австралийской столичной территории путём предоставления им помещений для работы и профессионального менеджмента, популяризация искусства среди населения. В центре имеется пять театральных залов с осветительным оборудованием, репитиционные залы, художественная галерея, функциональный центр, ресторан и еженедельный рынок. В центре работают 32 сотрудника.
Управление центром осуществляется Советом, куда входят 4 представителя от деятелей культуры и 4 представителя общественности.